# Straßenradsport-Weltmeisterschaften 1930
Die Straßenradsport-Weltmeisterschaften 1930 fanden am 30. August im belgischen Lüttich statt.

## Rennverlauf
Während die Berufsfahrer eine Strecke von 210,6 Kilometern zurückzulegen hatten, hatten die Amateure 194 Kilometer zu fahren. Erneut wurden die Weltmeisterschaften zu einem Triumph der italienischen Fahrer, die in beiden Disziplinen einen Doppelerfolg errangen. Profiweltmeister wurde der Vorjahresdritte Alfredo Binda, bei den Amateuren siegte der 20-jährige Giuseppe Martano. Er erreichte ein Stundenmittel von 27,4 Kilometern, sein Landsmann bei den Profis war 28,1 km/h gefahren. Bester deutscher Profi war Kurt Stöpel auf Platz 4, während sich der Deutsche Rudolf Risch bei den Amateuren die Bronzemedaille sicherte.

## Ergebnisse
| Profis | Profis             | Profis | Profis      |
| Platz  | Athlet             | Land   | Zeit        |
| ------ | ------------------ | ------ | ----------- |
| 1      | Alfredo Binda      | ITA    | 7:30:45 h   |
| 2      | Learco Guerra      | ITA    | 7:30:45 h   |
| 3      | Georges Ronsse     | BEL    | 7:30:45 h   |
| 4      | Kurt Stöpel        | GER    | + 0:01 min  |
| 5      | Allegro Grandi     | ITA    | + 0:05 min  |
| 6      | Ricardo Montero    | ESP    | + 0:25 min  |
| 7      | Mariano Cañardo    | ESP    | + 1:21 min  |
| 8      | Alfred Haemerlinck | BEL    | + 1:25 min  |
| 9      | Charles Pélissier  | FRA    | + 1:45 min  |
| 10     | Max Bulla          | AUT    | + 2:35 min  |
| 11     | André Leducq       | FRA    | + 3:00 min  |
| 12     | Jean-Pierre Muller | LUX    | + 4:55 min  |
| 13     | Hermann Buse       | GER    | + 6:45 min  |
| 14     | Georges Antenen    | SUI    | + 10:31 min |
| 15     | Joep Franssen      | NED    | + 13:00 min |
| 16     | Heiri Suter        | SUI    | + 18:20 min |
| 17     | Bram Polak         | NED    | + 54:15 min |

| Amateure | Amateure           | Amateure | Amateure    |
| Platz    | Athlet             | Land     | Zeit        |
| -------- | ------------------ | -------- | ----------- |
| 1        | Giuseppe Martano   | ITA      | 7:05:35 h   |
| 2        | Eugenio Gestri     | ITA      | 7:05:35 h   |
| 3        | Rudolf Risch       | GER      | 7:05:35 h   |
| 4        | René Le Grevès     | FRA      | + 5:30 min  |
| 5        | Albert Büchi       | SUI      | + 5:30 min  |
| 6        | Karl Thallinger    | AUT      | + 5:30 min  |
| 7        | Jean Helsen        | BEL      | + 5:30 min  |
| 8        | August Erne        | SUI      | + 5:30 min  |
| 9        | Pierino Bertolazzo | ITA      | + 7:35 min  |
| 10       | Károly Szenes      | HUN      | + 7:35 min  |
| 11       | Franz Neckar       | GER      | + 8:25 min  |
| 12       | Pierre Houdé       | BEL      | + 8:55 min  |
| 13       | Fernand Hein       | LUX      | + 9:00 min  |
| 14       | Jakob Caironi      | SUI      | + 9:41 min  |
| 15       | Cober              | NED      | + 14:06 min |
| 16       | Stefan Nemes       | HUN      | + 14:06 min |
| 17       | Jan van den Bos    | NED      | + 19:55 min |